# Шафонські
Шафонські (пол. Szafoński, рос. Шафонские) — український старшинський, пізніше дворянський рід.

## Походження
Походить від шляхтича Андрія Шатила, що поселився коло теперішнього містечка Сосниця. Його правнук Филимон Йосипович був сотником гоголівським та сосницьким, і писався спочатку Шатиловським, а з другої половини XVIII ст. Шафонським.
Рід внесений у VI частину родовідних книг Московської, Херсонської та Чернігівської губерній.

## Опис герба
У червоному полі зображений золотий хрест, і знизу його видна срібна річка (Шренява зм.).
Щит увінчаний дворянським нашоломником і короною. Нашоломник: виходящий лев, а по обох його сторонах дві золоті труби з дванадцятьма дзвінками. Намет на щиті червоний, підкладений сріблом.
Герб роду Шафонських внесений у VII частину Загального гербовника дворянських родів Всеросійської імперії, стор. 159.

## Представники
- Шафонський Опанас Филимонович (1760—1831) — український[1] лікар, історик, громадський діяч, один із засновників епідеміології в Російської імперії, син гоголівського та сосницького сотника Филимона Йосоповича.